# Mathilde Weil
Mathilde Weil (leden 1872 Filadelfie – 6. června 1942 Filadelfie) byla americká redaktorka, literární agentka a portrétní fotografka se sídlem ve Filadelfii v Pensylvánii.

## Životopis
Mathilde Weil pocházela z Filadelfie, narodila se jako dcera Edwarda Henryho Weila a Isabely R. Lyons Weilové. Její rodiče byli Židé; její otec byl právník. Jeden z jejích prvních bratranců, Nathalie Fontaine Lyons, se oženil s tabákovou manažerkou Bowmanem Grayem seniorem.
Chodila do školy pana a paní L. M. Johnsonových. V roce 1892 vystudovala Bryn Mawr College, dále studovala ve Philadelphském muzeu průmyslového umění a na textilní škole (nyní známá jako University of Arts ) a absolvovala letní kurz s malířem Josephem DeCampem v Annisquamu v Massachusetts.

## Kariéra
Od roku 1893 do roku 1896 pracovala jako editorka a korektorka v nakladatelství Macmillan. Od roku 1895 do roku 1896 byla editorkou American Historical Review.
Weil získala fotoaparát asi v roce 1896 a brzy se stala portrétní fotografkou. Měla ateliér, ale specializovala se na „domácí portrétování“ nebo na portréty v domech nebo zahradách zákazníků. Její vybavení se „pohodlně vešlo do obyčejného koženého kufru“, obdivoval jeden obchodní časopis v roce 1915. Vydala malý průvodce Outdoor Portraiture (Portrétování venku), který podrobně popisoval její metody.
V roce 1898 byl její portrét „Rosa Rosarum“ zařazen do prvního salónu Philadelphia Photographic Salon, porotní výstavu pořádanou Alfredem Stieglitzem. Následující rok byla v Salonu zastoupena pěti díly a v roce 1900 jednou prací. V roce 1901 vystavila práci na mezinárodní výstavě v Glasgow a psalo se o ní v časopisu Ladies' Home Journal, v sérii článků o amerických fotografkách, které publikovala Frances Benjamin Johnstonová. Weil získala za svou práci medaili od Královské fotografické společnosti. Od roku 1905 do roku 1909 přednášela fotografii na Drexelově institutu a působila jako mentorka pro Drexel Camera Club, později Lantern and Lens Gild of Women Photographers (Gild). Fotografka přírody a filmařka Margaret L. Bodine se zúčastnila jejích přednášek a byla zakladatelkou a prezidentkou Gildu. Vystavovala některé ze svých portrétů prominentních osobností Filadelfie (včetně takových jako byly: Agnes Repplier, Margaret Delandová nebo Violet Oakley) v Harrisburgu v Pensylvánii v roce 1916. Byla významnou členkou umělecké organizace The Plastic Club.
Weil opustila Filadelfii a fotografii v roce 1920 a vrátila se k vydavatelskému průmyslu jako literární agentka v New Yorku a nakonec se přestěhovala do San Francisca v Kalifornii.

## Pozdější život
Weil zemřela ve Philadelphii v roce 1942 ve věku 70 let. Její díla byla v roce 1982 součástí výstavy Women Look at Women v umělecké galerii Frederick S. Wight Art Gallery, která spadá pod Kalifornskou univerzitu v Los Angeles.

## Galerie

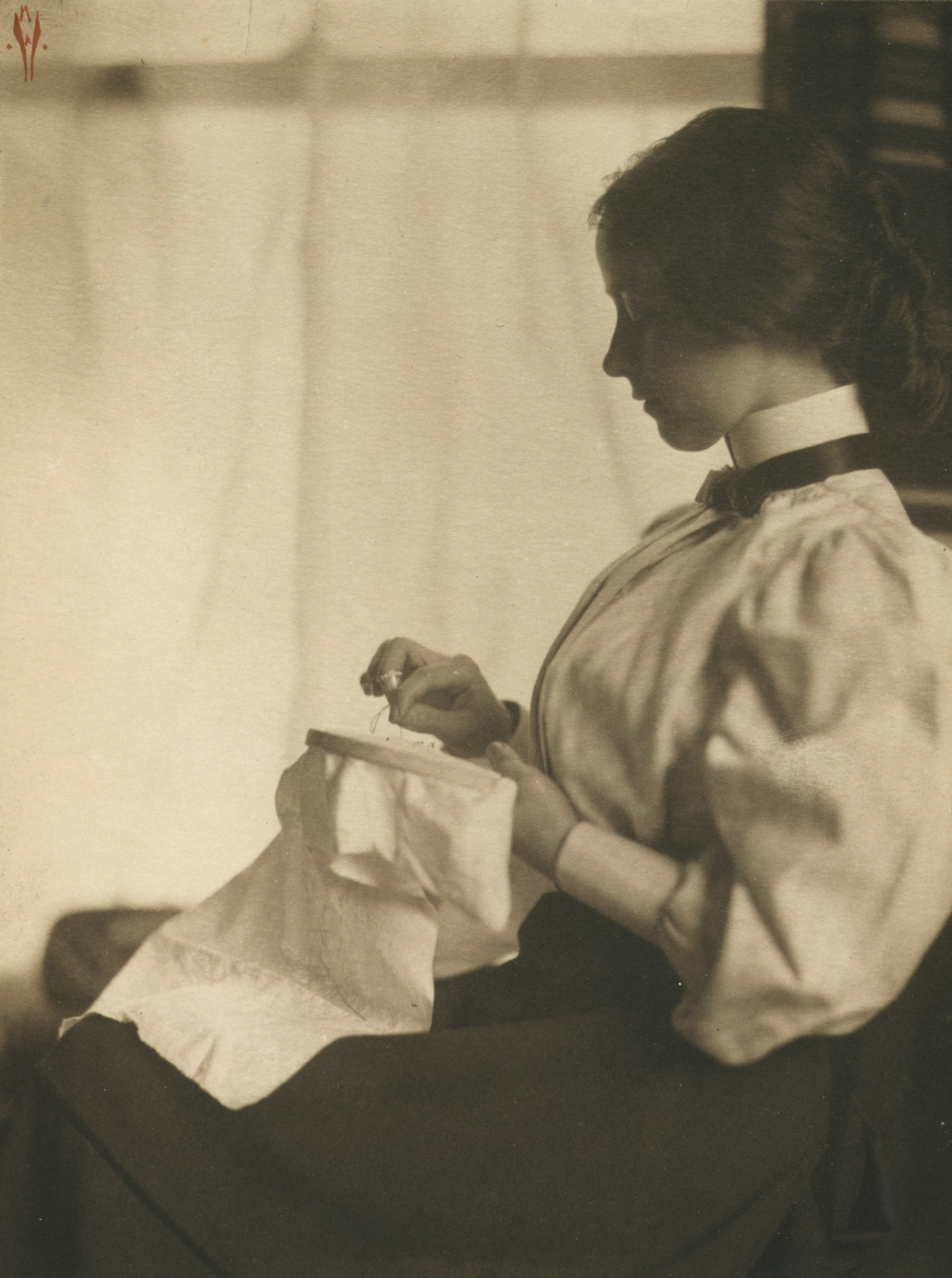
Vyšívací rámeček, 1899
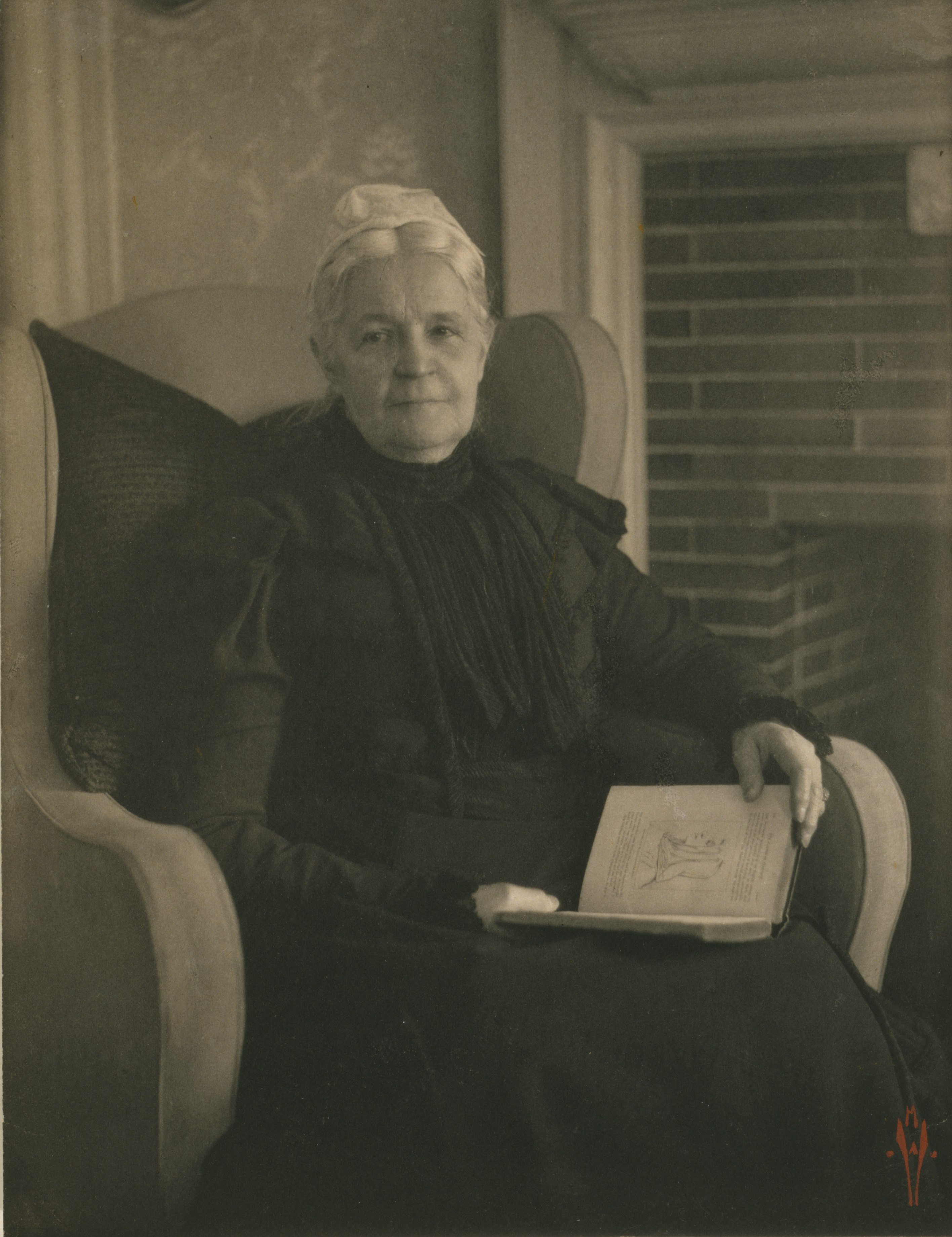
Stará žena v křesle s otevřenou knihou v klíně, asi 1900
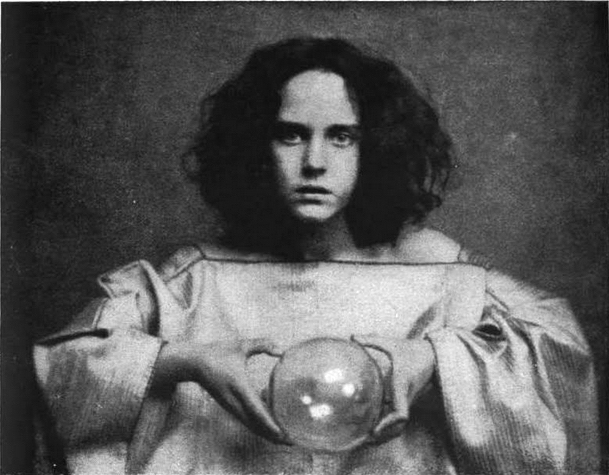
Křišťálová koule, asi 1907
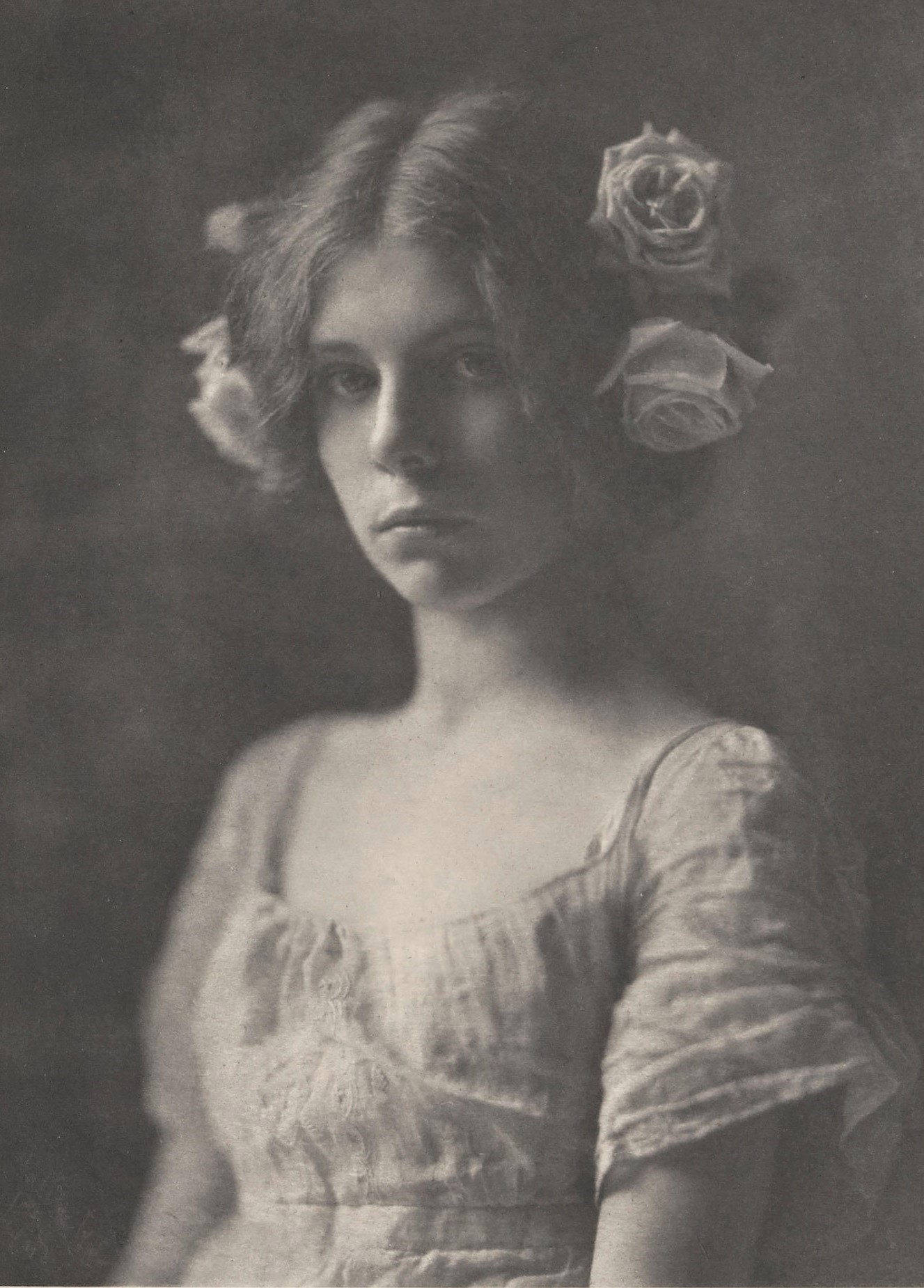
Rosa Rosarum, 1901
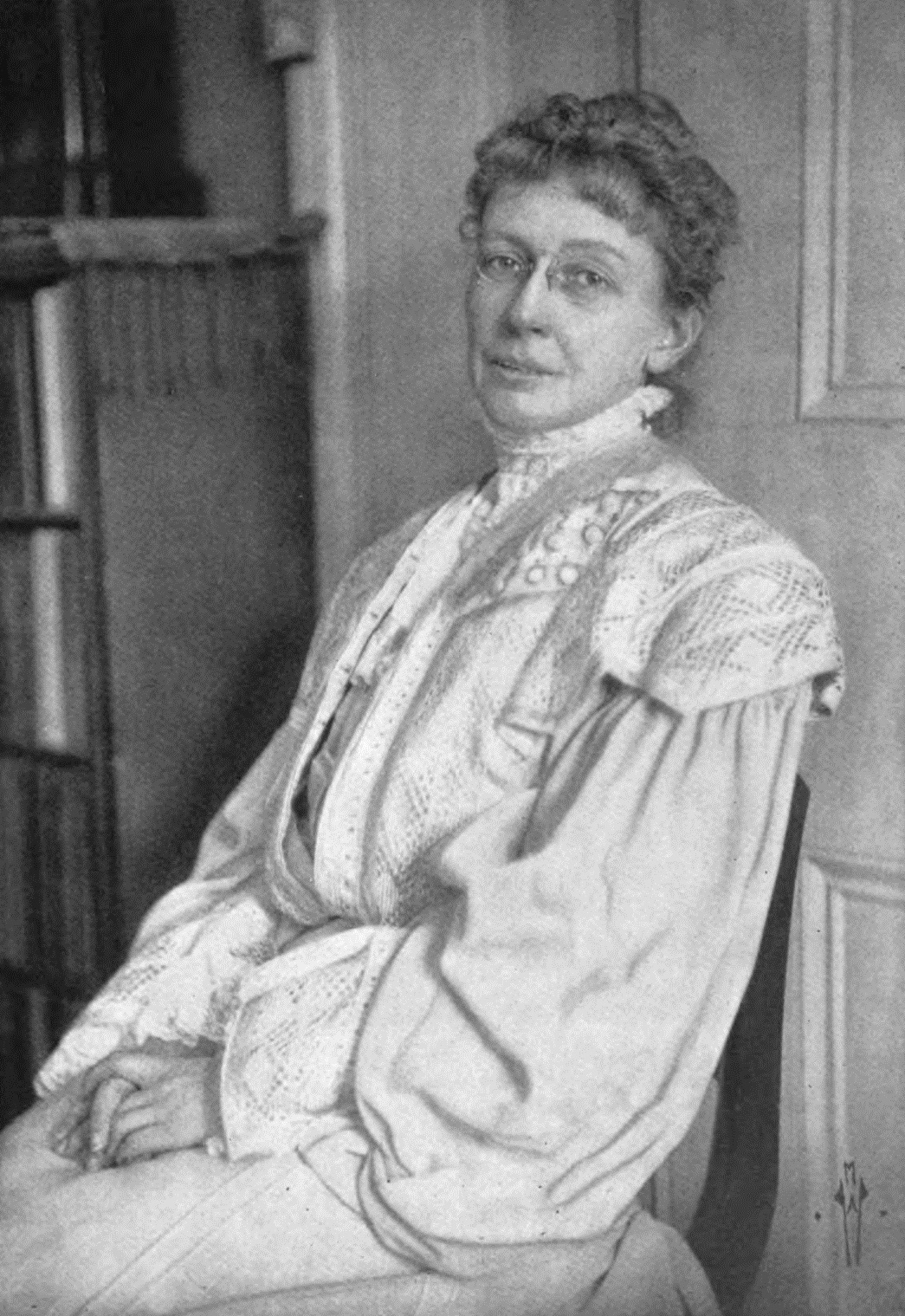
Agnes Repplier
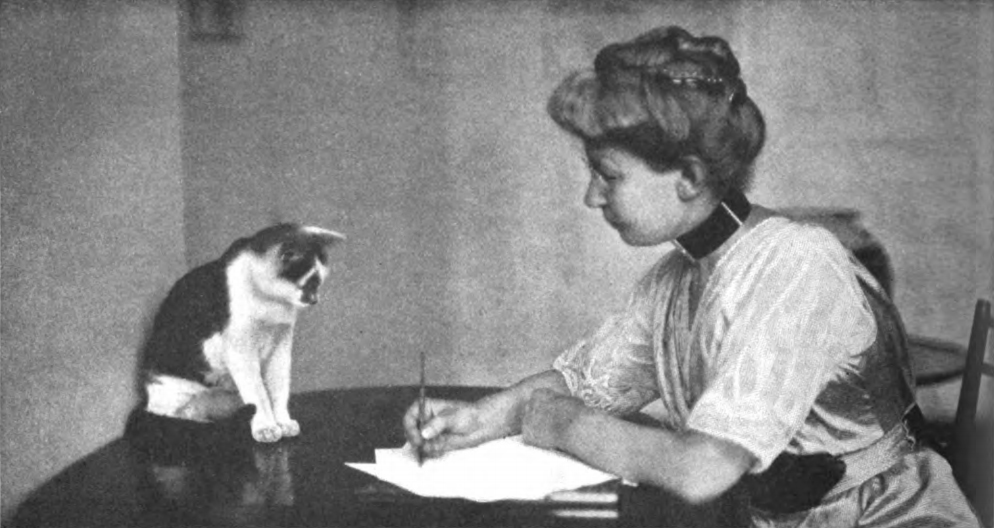
Agnes Repplier and Robert, The American Magazine, srpen 1916
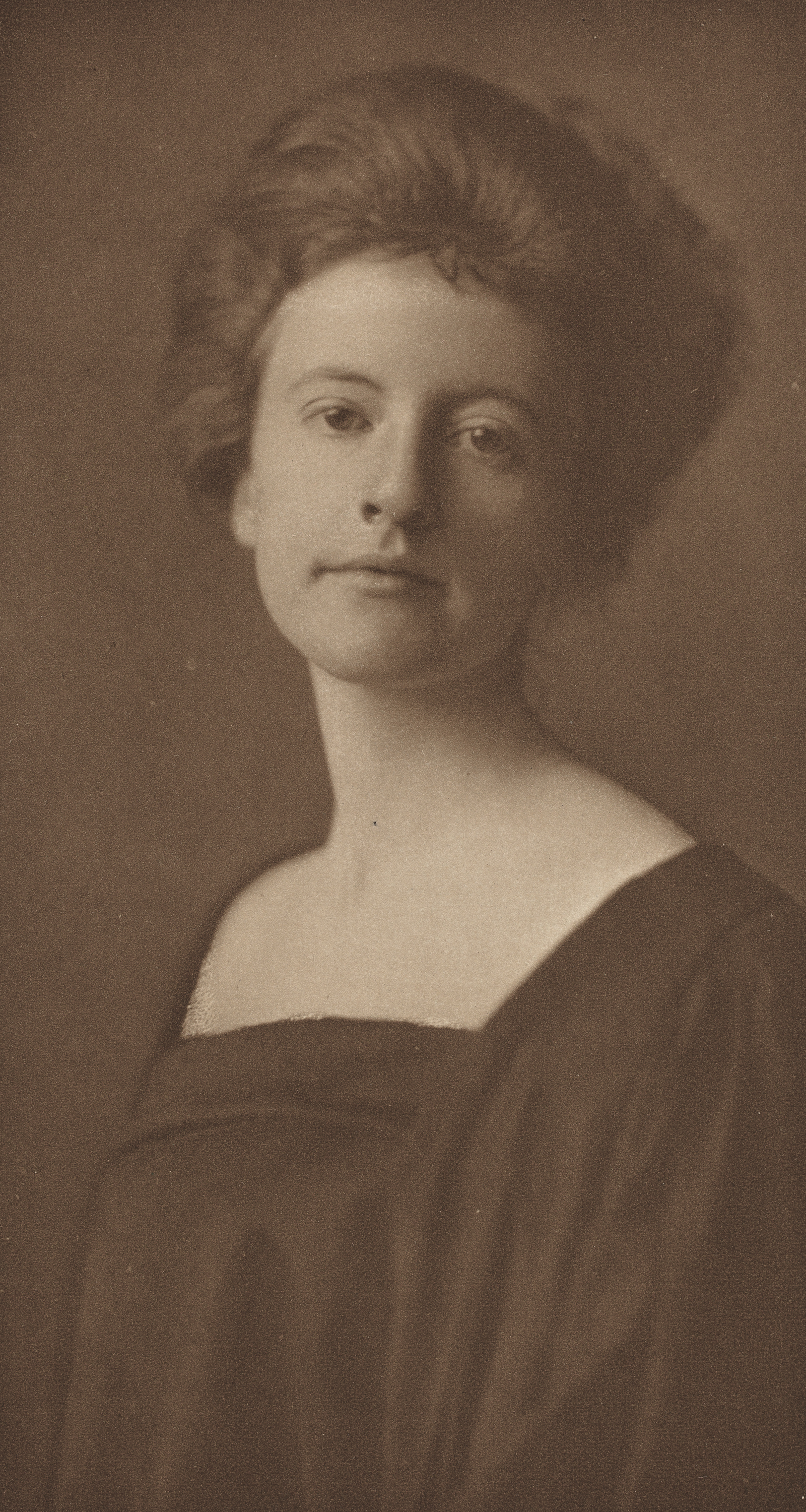
Beatrice, 1899